# Zariaspes
Zariaspes is een geslacht van vlinders van de familie dikkopjes (Hesperiidae), uit de onderfamilie Hesperiinae.

## Soorten
- Z. mys (Hübner, 1808)
- Z. mythecus Godman, 1900